# Bùi Văn Tự
Bùi Văn Tự (sinh ngày 31 tháng 10 năm 1992) là một nghệ sĩ, nhà điêu khắc ánh sáng người Việt Nam. Anh là người đầu tiên tại Việt Nam sáng tạo ra nghệ thuật điêu khắc ánh sáng.
Tác phẩm nghệ thuật điêu khắc ánh sáng mang tên "Nước Nga Vĩ Đại" do Bùi Văn Tự tạo ra được Chủ tịch nước Việt Nam Tô Lâm, thay mặt cho Tổng Bí thư Nguyễn Phú Trọng, gửi tặng Tổng thống Vladimir Putin trong chuyến thăm Việt Nam năm 2024.

## Tiểu sử
Bùi Văn Tự sinh năm 1992, tại xã Gia Lâm, huyện Nho Quan, tỉnh Ninh Bình. Trong quãng thời gian còn là sinh viên, khi thực hiện lắp đặt hệ thống chiếu sáng cho một tiểu cảnh non bộ, anh nhận thấy bóng đổ của non bộ lên bức tường phía sau tạo nên một hình ảnh một chú gấu. Sự kiện ngẫu nhiên này khiến Bùi Văn Tự bắt đầu hành trình nghiên cứu và sáng tạo ra một loại hình nghệ thuật mang tên nghệ thuật điêu khắc ánh sáng, một trường phái nghệ thuật mới tại Việt Nam.
Năm 2014, Bùi Văn Tự giới thiệu Nghệ thuật điêu khắc ánh sáng với công chúng trong chương trình Tìm kiếm tài năng Việt. Hoài Linh đã ấn "nút vàng" đưa anh đi thẳng vào vòng bán kết. Năm 2022, Bùi Văn Tự lần đầu tiên cho ra mắt công chúng triển lãm "Ánh sáng tri thức" với những tác phẩm chân dung của các nhân vật nổi tiếng như Albert Einstein, Nikola Tesla và Leonardo da Vinci.
Tháng 4 năm 2024, Anh giới thiệu tác phẩm nghệ thuật điêu khắc ánh sáng với chủ đề "Hành trình nhật ký xuyên không" tại Ninh Bình với gần 100 tác phẩm nghệ thuật điêu khắc ánh sáng tái hiện các giai đoạn phát triển của con người. Từ khi con người phát hiện ra lửa đến thời kỳ nông nghiệp rồi đến thời kỳ cách mạng khoa học kỹ thuật. Một tháng sau đó, vào tháng 5 năm 2024, nhân dịp kỷ niệm 70 năm chiến thắng Điện Biên Phủ, Bùi Văn Tự đã giới thiệu bộ sưu tập nghệ thuật đặc sắc "Huyền thoại Điện Biên". Tác phẩm này được trưng bày tại triển lãm "Du lịch qua các miền di sản và danh thắng Việt Nam". Cũng trong tháng 5, Nghệ thuật điêu khắc ánh sáng giới thiệu lịch sử Việt Nam của anh được trưng bày triển lãm "Thắp đèn soi niên sử" tại Trung tâm Tinh hoa làng nghề Việt ở xã Bát Tràng, Thành phố Hà Nội.
Ngày 20 tháng 6 năm 2024, sau cuộc gặp giữa Tổng thống Nga Vladimir Putin với lãnh đạo Hội hữu nghị Việt - Nga và các cựu sinh viên Việt Nam tại Nga ở Nhà hát Lớn, Chủ tịch nước Tô Lâm đã tặng ông Putin tác phẩm điêu khắc "Nước Nga Vĩ Đại" thay mặt Tổng Bí thư Nguyễn Phú Trọng. Tác phẩm, chạm khắc từ cây bạch dương, biểu tượng văn hóa Nga, do Bùi Văn Tự thực hiện, mô tả chú ngựa oai phong dưới tán rừng bạch dương, tượng trưng cho sức mạnh, kiên định và tự do. Khi ánh sáng chiếu vào, bóng cây tạo hình ông Putin thời trẻ với khát vọng xây dựng nước Nga vĩ đại.
Tháng 7 năm 2024, nhân dịp kỷ niệm ngày thương binh Liệt sĩ, Bùi Văn Tự đã cho ra mắt bộ sưu tập điêu khắc ánh sáng độc đáo mang tên "Dấu chân người lính – Khát vọng hòa bình".